# Aușel taivanez
Aușelul taivanez (Regulus goodfellowi) este o pasăre paseriformă foarte mică din familia regulidelor. Este endemică pentru munții din Taiwan. Habitatul său reproductiv tipic este pădurea de conifere, dominată aici de brad, tsuga (Tsuga) și molid. Este obișnuit și în pădurile mixte de conifere și de foioase de la altitudinile joase.